# Dmitri Konstantinowitsch Sjomin
Dmitri Konstantinowitsch Sjomin (russisch Дмитрий Константинович Сёмин; * 14. August 1983 in Moskau, Russische SFSR) ist ein russischer Eishockeyspieler, der zuletzt bei Torpedo Nischni Nowgorod in der Kontinentalen Hockey-Liga unter Vertrag stand.

## Karriere
Dmitri Sjomin begann seine Karriere als Eishockeyspieler in seiner Heimatstadt beim HK Spartak Moskau, für dessen Profimannschaft er von 1999 bis 2006 in der Superliga, sowie der zweitklassigen Wysschaja Liga aktiv war. Von 2006 bis 2009 spielte er für Lokomotive Jaroslawl, zunächst in der Superliga und ab der Saison 2008/09 in der neu gegründeten Kontinentalen Hockey-Liga. Mit Jaroslawl unterlag er 2008 und 2009 jeweils im Finale um den russischen Meistertitel bzw. des Gagarin Cup.
Die Saison 2009/10 verbrachte Sjomin bei Atlant Mytischtschi. Anschließend wechselte er innerhalb der KHL zum HK Awangard Omsk, bei dem er in den folgenden vier Spieljahren stets zum Stammkader gehörte. 2014 verpasste Awangard die KHL-Play-offs, gewann aber stattdessen am Saisonende den Nadeschda-Pokal.
In der Saison 2014/15 stand Sjomin bei Salawat Julajew Ufa unter Vertrag und kam für Ufa 61 Mal in der KHL zum Einsatz, wobei er 14 Scorerpunkte sammelte. Anschließend wechselte er im Juli 2015 zu Torpedo Nischni Nowgorod. Dort spielte er, unterbrochen durch ein Spieljahr beim HK Witjas bis 2019.

### International
Für Russland nahm Sjomin an der U18-Junioren-Weltmeisterschaft 2001 teil. Bei dieser wurde er mit seiner Mannschaft Weltmeister. Zu diesem Erfolg trug er mit einem Tor und vier Vorlagen in sechs Spielen bei.

## Erfolge und Auszeichnungen
- 2001 Goldmedaille bei der U18-Junioren-Weltmeisterschaft
- 2001 Aufstieg in die Superliga mit dem HK Spartak Moskau
- 2004 Aufstieg in die Superliga mit dem HK Spartak Moskau
- 2008 Russischer Vizemeister mit Lokomotive Jaroslawl
- 2009 Russischer Vizemeister mit Lokomotive Jaroslawl
- 2014 Nadeschda-Pokal-Gewinn mit dem HK Awangard Omsk

## Statistik
(Stand: Ende der Saison 2013/14)